# Semerjet

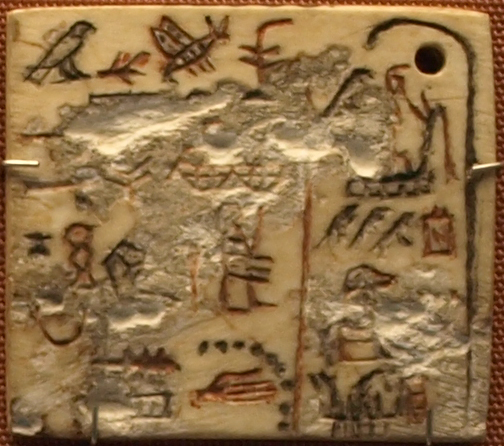
Etiqueta de marfil de una vasija de aceite con el sello de Semerjet. Hace referencia a un festival Sed celebrado el año 9 (alrededor de 2900 a. C.).

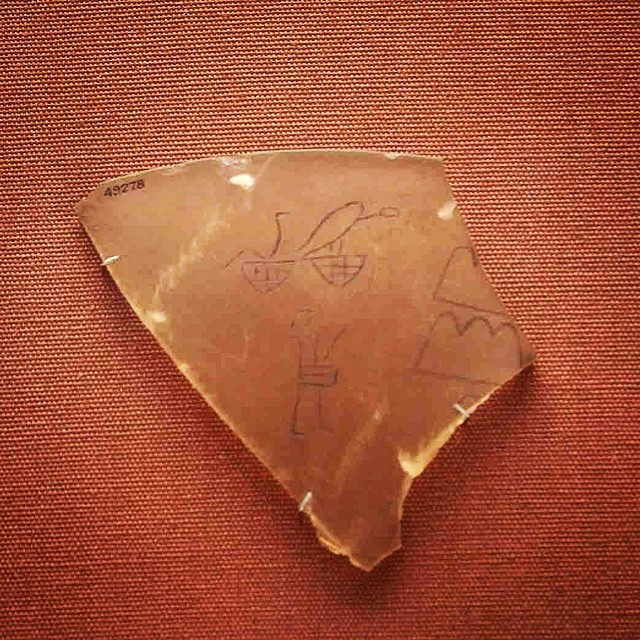
Fragmento de vasija de cristal grabada con el nombre Iri nebti

Semerjet fue el séptimo faraón de la Dinastía I de Egipto, c. 2904-2895 a. C. Se le considera un usurpador porque llevó a la práctica la damnatio memoriae con su predecesor Adyib, borrando deliberadamente su nombre de numerosos objetos, y su propio nombre fue omitido en la lista real de Saqqara por orden de su sucesor, Qaa.
Según Manetón reinó 18 años, y lo denomina Semempses (según Sexto Julio Africano y Eusebio de Cesarea), o Mempses (en la versión armenia de Eusebio). En la Lista Real de Abidos figura como Semsu. En el Canon Real de Turín se le llama Semsem, dando la cifra de 72 años.
Estas cifras se consideran menos fiable que la Piedra de Palermo, mucho más cercana en el tiempo. Toby Wilkinson, en su análisis de la Piedra encontró en el fragmento I de El Cairo, registro III: «Semerjet 8 y 1/2 años (esta cifra es cierta, ya que todo el reino se registra [aquí]». Dado que esto coincide con una inscripción con su serej escrito en su año 9.º, Wilkinson concluye que reinó algo menos de 9 años.
Los únicos eventos que aparecen en la Piedra de Palermo, por su corto reinado parecen ser religiosos. Existe una tablilla de marfil que cita su nombre, así como el de Henuka, un dignatario que parece haber servido a Semerjet y a su sucesor, Qaa. En el mencionado fragmento de El Cairo también se habla de Batirites, madre del faraón.
Manetón afirmó que era hijo del anterior faraón, Adyib, y que durante su reinado «ocurrieron numerosos prodigios y una gran calamidad (asociada a plagas o epidemias) cayó sobre Egipto», pero alega que ello se debió a que Semerjet era un usurpador del trono. También le considera hijo de la reina Batirites, esposa de Adyib pero algunos dudan de ello, pues al parecer no era el heredero designado, (puesto que se le consideró usurpador). En la traducción de uno de los fragmentos complementarios de la Piedra de Palermo llamado la Piedra de El Cairo (C1) realizada en 1997 por el arqueólogo John D. Degreef, documento que en el registro III, cartucho II, indica que al inicio de su gobierno Egipto fue destruido, (nadie sabe a ciencia cierta a que se refiere dicha destrucción) pero se cree que tiene que ver con las numerosas calamidades (ksn) ocurridas en el primer año de su gobierno o a la inestabilidad política ocurrida en tiempos de su predecesor.

## Testimonios de su época
El lugar de su sepultura es la tumba U, en la necrópolis real de Umm el-Qaab, en Abidos. A pesar de su corto reinado, esta tumba es mayor y más lujosa que la de su predecesor.
- Inscripción de sellos reales en el cementerio de Umm el-Qaab (Dreyer 1985-95).
- Inscripción incisa en la tumba U de Umm el-Qaab (Museo Petrie, UC36756).
- Inscripciones incisas en tarros, y un tazón de Helwan (Saad).
- Piedra de Palermo.

## Titulatura
| Titulatura | Jeroglífico | Transliteración (transcripción) - traducción - (referencias) |

| G5 |

| G5 |

| U23 | S29 | F32 |

| U23 | S29 | F32 |

| U23 | S29 | F32 |

| U23 | S29 | F32 |

| G5 |

| G5 |

| U23 | S29 | F32 |

| U23 | S29 | F32 |

| U23 | S29 | F32 |

| U23 | S29 | F32 |

| G16 |

| G16 |

| A21A |

| A21A |

| G16 |

| G16 |

| A21A |

| A21A |

| G8 |

| G8 |

|  |

| G8 |

| G8 |

|  |

|       |
| \| \| |
|       |
|       |

|  |

|       |
| \| \| |
|       |
|       |

|  |

|       |
| \| \| |
|       |
|       |

|  |

|       |
| \| \| |
|       |
|       |

|  |

| s | m | s | m |

| s | m | s | m |

| s | m | s | m |

| s | m | s | m |

| s | m | s | m |

| s | m | s | m |

| s | m | s | m |

| s | m | s | m |

| s | m | s | m |

| s | m | s | m |

| s | m | s | m |

| s | m | s | m |

| s | m | s | m |

| s | m | s | m |

| s | m | s | m |

| s | m | s | m |